# Világfelfordulás
Verne Gyula 1889-ben megjelent könyve, a Világfelfordulás az Utazás a Holdba és az Utazás a Hold körül regények folytatása, de önálló mű, az előzőek ismerete nélkül is egészt alkot. A többi Verne művel ellentétben, ez nem jelent meg előbb folyóiratban, részletekben, Verne kiadója, Pierre-Jules Hetzel azonnal könyv formában tette elérhetővé 1889. november 7-én.
Az 1890-es években játszódó történetben Amerika elárverezi sarkvidéki területeit, amelyet a baltimore-i Ágyú Klub vásárol meg jelentős összegért. Az ő céljük az ott található szén- és egyéb ásványkincsek kiaknázása. Mivel a sarkkör még felderítetlen, a világ értetlenül áll a vállalkozás előtt. Ám amikor kiderül, mily módon tervezik a kitermelést, az világfelfordulást okoz. Egy francia tudós magyarázatát követően a Klub matematikai zsenije megházasodik.
Igazi sci-fi Verne tollából ez a karcsú regény, amely számos tudományterület – földrajz, kémia, fizika, matematika – bemutatása mellett sodró lendületű, izgalmakban gazdag történetet kínál. Erénye, hogy nincs túlírva, és egyetlen oldalra sem jutott annyi név és évszám, ami átlapozásra késztetné az olvasót.

## Tartalom
|  | Alább a cselekmény részletei következnek! |

A baltimore-i Ágyú Klub, miután árverésen megszerezte Amerikai sarkköri területét, azt tervezi, hogy kiaknázza az ott található szén- és más ásványok lelőhelyeit. Merész tervük az, hogy nem a fagy, hó és jég hazájában dolgoznak majd, hanem egy óriási ágyút építenek, amelyből kilőtt golyóbis hatására megváltozik a Föld forgástengelye.
J. T. Maston, klub matematika-zsenije el is végzi a számításokat, amelynek alapján a Kilimandzsáró oldalába belevájják a hatalmas ágyút és elkészítik a megfelelő lövedéket is. Puskapor helyett a klub tagjának, Nicholl kapitánynak a találmányát, a méli-mélonite használják, ez négyezerszer több energiát ad.
Amikor kiderül az Ágyú Klub terve, a világ felbolydul. A Föld forgástengelyének módosítása egyes kontinenseket víz alá küldene, másokat pedig megemelne több ezer méterrel. Verne érezhetően elemében érzi magát, amikor sorra veszi a bekövetkező földrajzi, geográfiai változásokat. Hasonlóan szórakoztató, ahogy az egyes népeket veszi sorra. A Klubnak sikerül addig titokban tartani a tervét, amíg el nem jön a kilövés napja. Mindenki rettegve várja a katasztrófát – ám az elmarad.
Alcide Pierdeux francia tudós jön rá, hogy J. T. Maston alapvető számolási hibát vétett, a Föld kerületét nem negyvenezer kilométernek, hanem csak negyvenezer méternek vette. Ez a hiba további nagyságrendekkel nőtt, mire az ágyú és a lövedék méretét kiszámolta, így gyakorlatilag kimutathatatlan változást okozott a lövés.
J. T. Maston mentségére megemlítendő, hogy számításai megkezdésekor a Klub anyagi támogatója, Evangelina Scorbitt többször is rátelefonált, amely teljesen kizökkentette a tudóst, sőt, még egy vihar villáma is átjárta, amikor a házába csapva áthaladt a matematikus egyik kezét helyettesítő vaskampón. Mastont ez természetesen nem vigasztalja, bár az utolsó fejezetben megadja magát Scorbitt asszony vágyának, és feleségül veszi: „S a Gun Club titkára, J. T. Maston, asszonnyá avatta Evangelina Scorbittot.“
|  | Itt a vége a cselekmény részletezésének! |

## Fejezetek
1. A North Polar Practical Association hirdetést tesz közzé az Ó- és Újvilágban
2. Az angol, holland, svéd, dán és orosz kiküldöttek bemutatkoznak az olvasóknak
3. Elárverezik az északi-sarki területeket
4. Ifjú olvasóink régi ismerősei újra megjelennek
5. Mindenekelőtt: elképzelhető-e, hogy az Északi-sarkon kőszénbányák vannak?
6. Scorbittné asszony J. T. Mastonnal telefonbeszélgetést folytat, de beszélgetésüket megzavarják
7. Barbicane elnök nem beszél többet a kelleténél
8. Mint a Jupiteren - jelentette ki a Gun Club elnöke
9. Úgy tetszik, mintha megjelenne egy francia eredetű DEUS EX MACHINA
10. Lassanként különböző aggályok merülnek fel
11. Mi van J. T. Maston noteszében és mi nincs már benne?
12. J. T. Maston hősiesen folytatja hallgatását
13. J. T. Maston valóban hősies kijelentést tesz
14. Az X földrajzi értékké válik
15. Néhány valóban érdekes részlet a földkerekség lakói számára
16. A békétlenek karának zendülése crescendóba és rinforzandóba csap
17. Mi történt a Kilimandzsárónál ennek az emlékezetes esztendőnek nyolc hónapja alatt
18. Wamasi lakossága arra vár, hogy Barbicane elnök odakiáltsa Nicholl kapitánynak: Tűz!
19. J. T. Maston talán visszasírja azt a napot, amikor a tömeg meg akarta őt lincselni
20. Az éppoly igaz, mint valószínűtlen história véget ér
21. A világ teljesen nyugodt lehet jövője felől

## Szereplők
- Impey Barbicane, az Ágyú Klub és a Barbicane és Társai vállalkozás vezetője,
- Nicholl kapitány, az Ágyú Klub és Barbicane és Társai vállalkozás tagja,
- J. T. Maston (58), matematikus, zseni, egyik kézfejét vaskampó helyettesíti,
- Fire-Fire, J. T. Manson néger szolgája,
- Tom Hunter, az Ágyú Klub tagja, falábú,
- Blomsberry ezredes, az Ágyú Klub tagja,
- Bilsby, az Ágyú Klub tagja,
- Evangelina Scorbitt milliomos, aki nem is annyira titkon szerelmes J. T. Mastonba
- Alcide Pierdeux francia matematikus, zseni,
- William S. Forster, a North Polar Practical Association ideiglenes megbízottja,
- Jacques Jansen (53), holland, a sarkkörért folyó licitáláson képviseli országát,
- Eric Baldenak, dán, volt grönlandi alkormányzó, a sarkkörért folyó licitáláson képviseli országát,
- Jan Harald, svéd-norvég,a sarkkörért folyó licitáláson képviseli országát,
- Boris Karkof ezredes, Oroszország, a sarkkörért folyó licitáláson képviseli országát,
- Donellan őrnagy (60), angol, a sarkkörért folyó licitáláson képviseli országát,
- Dean Toodrink, Donellan őrnagy titkára.
- Andrew R. Gilmour, az árverés vezetője,
- Flint, az árverés becsüse,
- John Prestice, az amerikai kormány által felkért szakértő, akinek feladata kideríteni, hol és pontosan mire készül Barbicane és társai
- John S. Wright, államminiszter (külügyminiszter)
- Richard W. Trust, az Egyesült Államok zanzibári konzulja,
- Bali-Bali szultán, Wamasai ura, birodalmához tartozik a Kilimandzsáró hegy,

## Érdekesség
- Verne következő regényeire találunk utalást a Világfelforulásban: Utazás a Holdba, Utazás a Hold körül, Hatteras kapitány, A Robinsonok iskolája, Hector Servadac

- A könyv címe országról-országra eltérő: Lövés a Kilimandzsáróról (Der Schuss am Kilimandscharo, német), Az északi sark megvétele (The Purchase of the North Pole, angol, de a könyv megjelent Topsy-Turvy címmel is), Maston titka (El secreto de Maston, spanyol), Fejreállt világ (Il mondo sottosopra, olasz), Szokatlan események (Întâmplări neobișnuite, román), Fejjel lefelé (Вверх дном, orosz) – ez utóbbi a francia (Sans dessus sessous) tükörfordítása.

- A Hatteras kapitány regényében Verne hősei azt feltételezik, hogy az Északi-sarkon egy tűzhányó áll, ebben a regényben pedig tenger létéről beszélnek. Mindkét műben elhangzik az a gondolat, hogy a vélt Északi Tenger vize meleg.

- Jules Verne műveiben határt húz a tudás, a tudomány jó és rossz célra történő felhasználása közt. Az irracionális célokat kitűző szereplőit ironikusan mutatja be, néha kimondva el is ítéli. Így van ez J. T. Mastonnal is, aki elemi hibát vét számításában, de említhetnénk  A bégum ötszázmilliója (1879), A francia zászló (1896) vagy Az arany meteor (1908) regényeket.

- A „méli-mélonite” kitalált robbanóanyag. A név a francia „mishmash” szóból eredhet, a „méli-mélo” utalhat a melinitre, amelyet a francia hadsereg 1887-ben rendszeresített, és ami pikrinsavat és fegyvergyapotot tartalmazó erős robbanóanyag. De a „méli-mélo” származhat a sárgadinnye nevéből – Verne újabb fricskájaként. További lehetőség, hogy a szó eredete a Berzelius által 1830-ban felfedezett heptazin-polimer, amelynek szerkezete kémiai rejtvény volt egészen az 1930-as évekig. És végül, de nem utolsósorban a  „méli-mélo” heterogén dolgok vagy tények zavaros keveréke.

- Egy mondatot kap hazánk is a könyvben: „Így volt Ausztria-Magyarországgal is, noha ez az ország bitorolta már az észak-szibériai partoknál fekvő Ferenc József-földet.“ – annak kapcsán, hogy miért nem hívták meg az árverésre.

- A Viktória- és Tanganyika tavak felfedezői közt Verne megemlíti Teleki grófot.

- Verne látnoki képességét, fantáziáját mutatják a következő sorok, az ötletek egy része, ha nem is teljesen úgy, ahogy Verne gondolta, megvalósult.

... vájjanak nagyméretű csatornát Európán és Ázsián keresztül az Atlanti-óceán partjaitól a Kína-tengerig, vesse föl egy zseniális kútásó, hogy fúrjanak le a föld mélyébe a szilíciumtartalmú rétegekig, melyek ott cseppfolyós állapotban, olvadási hőpont fölött találhatók, hogy közvetlenül a központi tűzhelyről merítsenek hőt, akarja csak egy vállalkozó szellemű elektrotechnikus egyesíteni a földgömb felületén szétszórt áramköröket, hogy abból hőnek és fénynek kimeríthetetlen forrását létesítsék, támadjon csak egy bátor mérnöknek az az ötlete, hogy roppant tartályokban felhalmozza és tárolja az egyenlítői tájék forróságát a jégvilág éghajlatának enyhítésére, > jéghegyek vontatása délre, próbálja csak egy rendkívüli vízépítész hasznosítani az árapály eleven erejét, hogy tetszés szerint hőt vagy munkát hozzon létre belőle, alakuljanak csak részvény- vagy betéti társaságok száz effajta terv nyélbe ütésére, nyilván amerikaiak lesznek az aláírók élén, s a dollárpatakok úgy özönlenek a társulati pénztárakba...
- Egyes kutatók szerint a regény szerelmi szálához Verne kora egyik híres csalás történetéből merített ihletet. John Ernst Worrell Keely 1881-ben ismerkedett meg Clara Jessup Bloomfield Moore-ral. A philadelphiai iparos gazdag özvegye az előző évben megalapította a Bloomfield Moore művészeti gyűjteményt. Moore asszony Keely mecénásává, támogatójává vált, százezer dollárt fektetett be (2020-as árfolyamon durván 2,2m), és 250 dolláros (5400 dollár, 2020) fizetést adott Keely-nek motorral kapcsolatos kutatásaihoz. A következő években további költségeket rendezett az özvegy. A Keely Motor Company azonban veszteséget veszteségre halmozott, a kárpitos végzettségű Keely elgondolta motor soha sem valósult meg.[1]
- A regény egyes francia kiadása egy további fejezetet vagy függeléket is tartalmaz. Ezt Verne barátja, Albert Badoureau írta. Badoureau (1853-1923) francia matematikus, mérnök, aki a tanulmányait az École Polytechnique főiskolán végezte el. Barátja kérésére átolvasta Hódító Robur-t (1886), és megosztotta megfigyeléseit a Utazás a Holdba (1865) és az Utazás a Hold körül (1869) regényekről is, baráti tudományos szakmai lektorként. A francia Világfelforduláshoz írt jegyzeteit, számításait és tudományos magyarázatát tartalmazza az említett plusz fejezet.

## Magyar kiadások
A magyar kiadások egy részében a Világfelfordulás egy könyvben jelent meg A francia zászló regénnyel.
- Franklin-Társulat, Budapest, 1900, fordította: Huszár Imre[2]
- Franklin-Társulat, 1919, fordította: Huszár Imre[2]
- Móra, Budapest, 1959, fordította: Vajthó László, Gaál Mózes, illusztrálta: Bokros Ferenc, + A francia zászló[2]
- Madách, Pozsony, 1983, ISBN 9631135543, fordította: Vajthó László, Gaál Mózes, illusztrálta: Kondor Lajos,  + A francia zászló[3]
- Móra, Budapest, 1983, ISBN 9631134784, fordította: Vajthó László, Gaál Mózes, illusztrálta: Kondor Lajos,  + A francia zászló[3]
- Unikornis, Budapest, 1999, ISBN 9634273424, fordította: Vajthó László, Gaál Mózes, illusztrálta: Fabó Attila László  + A francia zászló[3]